# Tau Phoenicis
Tau Phoenicis (τ Phoenicis) é uma estrela na constelação de Phoenix. Com uma magnitude aparente visual de 5,70, pode ser vista a olho nu em boas condições de visualização. De acordo com medições de paralaxe pela sonda Gaia, está localizada a aproximadamente 490 anos-luz (150 parsecs) de distância da Terra.
Tau Phoenicis é uma estrela gigante de classe G com um tipo espectral de G6/8III, indicando que é uma estrela evoluída que já abandonou a sequência principal. Com um raio de 13 vezes o raio solar, está irradiando energia de sua fotosfera com 163 vezes a luminosidade solar a uma temperatura efetiva de 5 300 K. Não possui estrelas companheiras conhecidas. Seu brilho é estável e não apresenta variações maiores que 1 milimagnitude.